# Джиоєва Вероніка Романівна
Вероніка Романівна Джиоєва (ос. Джиоты Романы чызг Вероникæ, (29 січня 1979 , Цхінвалі )) — російська оперна співачка (сопрано). Солістка Новосибірського академічного театру опери та балету. Заслужена артистка РФ (2018).

## Біографія
Народилася 29 січня 1979 року в місті Цхінвалі Південної Осетії. За її словами, любов до опери та музики прищепив тато: "У Палаці піонерів, де я займалася музикою. Мені було 13 років. Я виконувала народні танці — узбецькі, циганські, осетинські, російські. Костюми мені шила тітка — сестра тата. І я, отже, таким чином все місто радувала. Я сама писала запрошення та роздавала сусідам, ставила на вулиці лавочки та говорила: "Ввечері буде мій концерт о 6-й годині. Виходьте, я вам співатиму! І всі мої сусіди виходили, а я їм танцювала, співала… «
Навчалася у Владикавказькому училищі мистецтв ім. В. А. Гергієва (педагог М. І. Хестанова), у 2000—2005 рр. навчалася у Санкт-Петербурзькій консерваторії (клас професора Т. Д. Новиченко). Під час навчання брала участь у вокальних конкурсах, серед яких перемоги у Maria Callas Grand Prix (Афіни, 2005), Конкурсі ім. Глінки», міжнародному конкурсі «Янтарний соловей» (Калінінград, 2006), Міжнародному конкурсі імені Клаудії Таев (Пярну, 2007), Всеросійському конкурсі оперних співаків (Санкт-Петербург, 2005), Міжнародному конкурсі імені М. І. Глінки (Астрахань, 2003), Міжнародному конкурсі World Vision та Всеросійському конкурсі імені П. І. Чайковського.
У 2006 році прийнята до Новосибірського театру опери та балету. 2011 року брала участь у всеросійському телеконкурсі оперних співаків «Велика опера», в якому посіла перше місце. З 2010 року — запрошена солістка Большого театру.
У 2009 році Вероніці присвоєно почесні звання «Заслужена артистка Республіки Північна Осетія — Аланія» та «Заслужена артистка Республіки Південна Осетія».
2014 року подарував співачці звання Народної артистки Осетії, номінацію на премію «Золота маска» — «Найкраща жіноча роль» за партію Єлизавети Валуа від Великого Театру Росії. У тому ж році вона отримала премію «Людина Року» республіки Південна Осетія.
Виконує як запрошена співачка провідні партії у найкращих світових театрах, серед яких: Х'юстонська опера, Великий театр, Маріїнський, Великий театр Женеви, театр Ла Монне у Брюсселі, Празька опера, Фінська національна опера, Оперний театр Барі, Театр Комуналі у Болоньї, Театр Палермо (Італія), театр Реал (Мадрид), Філармонічний театр у Вероні, Гамбурзька державна опера.
Працювала з такими диригентами як Маріс Янсонс, Валерій Гергієв, Тревор Пінок, Інго Метцмахер, Теодор Курентзіс, Жак Ван Стін, Даніеле Калегарі, Маріо Кармінатті, Хартмут Хенхен… На сцені співпрацювала з такими режисерами, як Едріан Ноу Азорін та інші.
У березні 2020 року дебютувала в партії Одабелли опери «Аттіла» у постановці Ільдара Абдразакова.
У вересні 2020 року дебютувала в партії Леонори опери «Трубадур» у постановці Фінської національної опери.

## Партії
У Большому театрі

- Мімі («Богема» Дж. Пуччіні)
- Донна Ельвіра («Дон Жуан» В. А. Моцарта)
- Горислава («Руслан та Людмила» М. Глінки)
- Лю (Турандот) Дж. Пуччіні)
- Єлизавета (Дон Карлос Дж. Верді)

В інших театрах
- Мімі («Богема» Дж. Пуччіні)
- Мюзетта (Богема) Дж. Пуччіні)
- Донна Ельвіра («Дон Жуан» В. А. Моцарт)
- Горислава («Руслан та Людмила» М. Глінка)
- Лю (Турандот) Дж. Пуччіні)
- Єлизавета Валуа (Дон Карлос) Дж. Верді)
- Амелія («Бал-маскарад» Дж. Верді)
- Фіорділіджі («Так чинять усі жінки» В. А. Моцарт)
- Графіня («Весілля Фігаро» В. А. Моцарт)
- Урусова («Бояриня Морозова» Р. А. Щедрін)
- Земфіра («Алеко» С. Рахманінов)
- Тетяна («Євгеній Онєгін» П. І. Чайковський)
- Віолетта («Травіату» Дж. Верді)
- Мікаела («Кармен» Ж. Бізе)
- Леді Макбет («Макбет») Дж. Верді)
- Таїс (Таїс) Ж. Масне)
- Ярославна («Князь Ігор» О. Бородін)
- Марфа («Царська наречена» М. Римський Корсаков)
- Марта («Пасажирка» М.Вайнберг)
- Марія Стюарт («Марія Стюарт» Г. Доніцетті)
- Аїда («Аїда» Дж. Верді)
- Єлизавета (Тангейзер) Р. Вагнер)
- Іоланта («Іоланта» П. І. Чайковський)
- Сестра Анжеліка («Сестра Анжеліка») Дж. Пуччіні)
- Леонора («Трубадур» Верді)
- Дездемона («Отелло» Дж. Верді)
- Турандот (Турандот) Дж. Пуччіні)
- Тоска («Тоска» Дж. Пуччіні)
- Тамара («Демон» А.) Рубінштейн)
- Мадіна («Бреш» Ж. А. де Зігана)
- Одабелла («Аттіла» Дж. Дж. Верді)
- Джоконда («Джоконда» А. Понкʼєллі)

Виконувала партії сопрано у «Реквіємах» Верді та Моцарта, Другої симфонії Малера, Дев'ятої симфонії Бетховена, «Великої меси» Моцарта, поемі Рахманінова «Дзвони».

## Родина
- Батько — Роман Герасимович Джіоєв, радянський штангіст, Заслужений майстер спорту СРСР.
  - Сестра — Інга, юрист
  - Брат — Шаміль, спортсмен
  - Син — Роман
  - Дочка — Адріана

## Нагороди
- Заслужена артистка Південної Осетії
- Переможець конкурсу «Велика опера»
- Диплом фестивалю «Золота маска» (2008)
- Заслужена артистка РСО-Аланія (2009)
- Народна артистка РСО-Аланія (2014)
- Заслужена артистка Росії (2018)
- Медаль «На славу Осетії» (2020)[6]